# Chabot commun
Cottus gobio
Espèce
Statut de conservation UICN

 LC  : Préoccupation mineure
Le chabot commun  (Cottus gobio) est une espèce de poissons de la famille des Cottidae. L'espèce était subdivisée en plusieurs sous-espèces, considérées non valides actuellement.

## Description

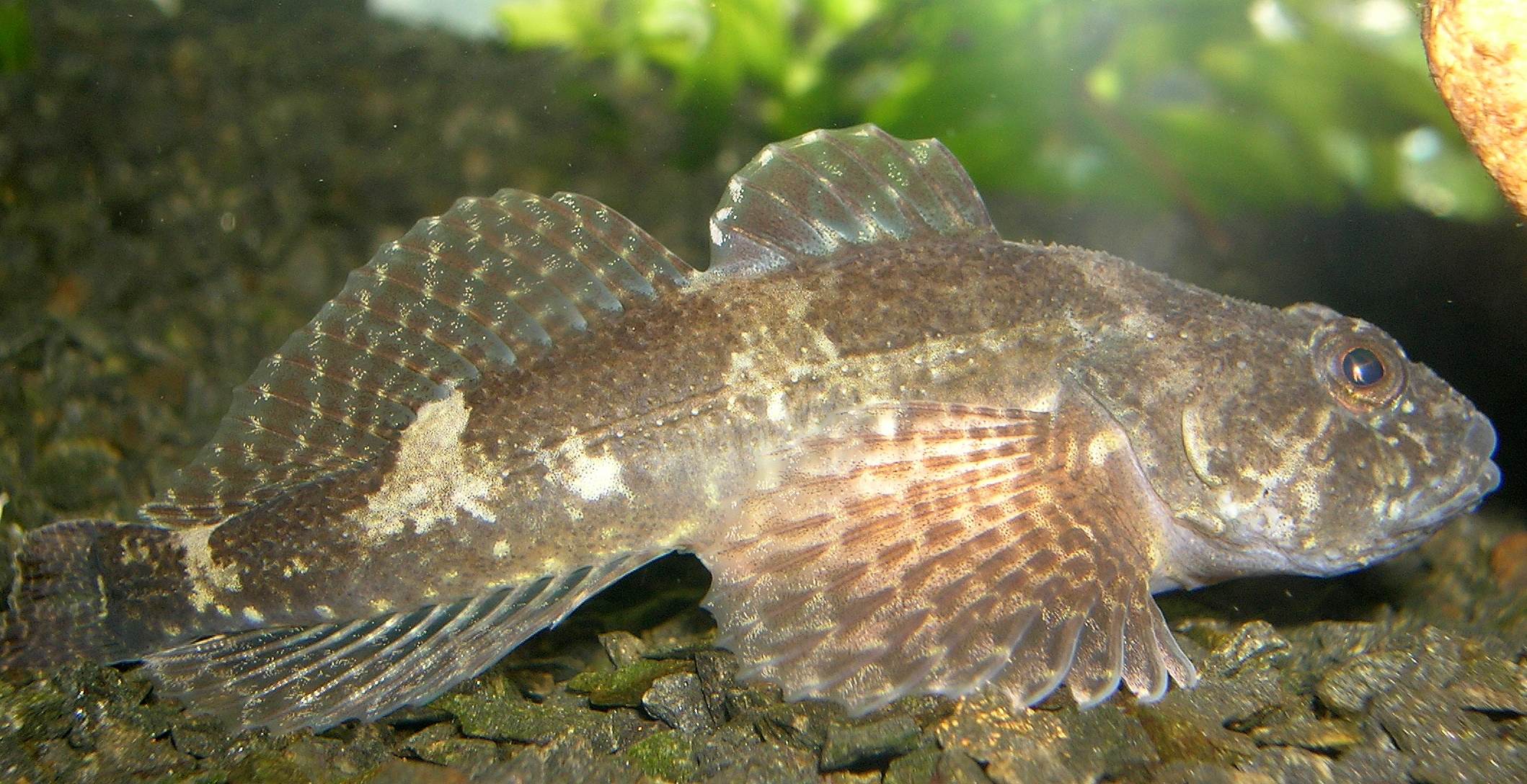
Cottus gobio

Le chabot commun est un poisson au corps allongé et cylindrique, de section d'apparence triangulaire pour l'avant du corps. Sa forme lui permet de rester caché au fond, même en présence d'un fort courant. Ses couleurs et sa texture l'aident à se camoufler très efficacement sur différents types de fonds.

Il possède deux nageoires dorsales basses et épineuses. Son dos, ses flancs et ses nageoires sont brun jaunâtre marbré de brun foncé. Sa longueur varie de 8 à 15 cm et jusqu'à 15 cm pour les mâles. Les adultes pèsent de 30 à 80 g.
Cette espèce est longtemps restée relativement mal connue.
En France, à titre d'exemple, huit nouvelles espèces de poissons d'eau douce sont apparues dans la nomenclature en 2005 et parmi elles cinq étaient des chabots (les autres étant des goujons) : Gobio alverniae, Gobio occitaniae et Gobio lozanoi.

## Confusions possibles
La révision de la nomenclature des chabots par Freyhof, Kotellat et Nolte, publiée en 2005 a ajouté cinq nouvelles espèces des fleuves et rivières de France (dont deux sont endémiques) :
- Cottus aturi[3] (trouvé dans les Hautes-Pyrénées et les Pyrénées-Atlantiques) ;
- Cottus duranii[4] (trouvé dans le centre de la France, dans les départements de la Loire, de la Haute-Loire, de la Lozère et du Cantal) ;
- Cottus hispaniolensis[5] (identifié dans la Haute-Garonne en 2003 ) ;
- Cottus perifretum[6] (qui n'est à ce jour connu que dans huit départements français du centre et centre-sud-ouest) ;
- Cottus petiti[7] (ou Chabot du Lez, espèce endémique au Lez, fleuve côtier du département de l'Hérault).
- Cottus sabaudicus Sideleva, 2009[8] endémique des affluents du haut Rhône savoyard, le Fier, la Filière et les Usses.

## Écologie et comportement
Il se nourrit de vers, de larves et parfois d'alevins.

## Répartition et habitat

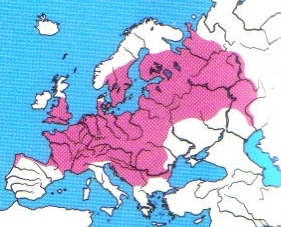

Il vit dans les eaux vives et fraiches sur sables et graviers. Il fréquente principalement les cours supérieurs des rivières et des torrents, mais vit aussi dans les ruisseaux de plaine aux eaux froides et les lacs bien oxygénés. Son abondance indique un milieu aquatique de bonne qualité (eau et faune).

## Reproduction
La ponte unique a lieu en mars. La femelle dépose 100 à 500 œufs agglomérés en grappe au fond d'un abri creusé préalablement par le mâle avant la parade nuptiale. Il n'est pas rare que le mâle féconde et "couve" en même temps plusieurs portées de femelles différentes.
Le mâle nettoie et protège les œufs sans discontinuer et sans s'alimenter ou presque, durant toute l'incubation (un mois à 11 °C).

## Statut
Le Chabot commun est une espèce classée parmi les poissons vulnérables au niveau européen. La Directive européenne (Directive Faune-Flore-Habitat n° CE/92/43, Annexe 2) impose la protection de son habitat, mais le statut de menace de cette espèce diffère selon les pays. Le Chabot est classé comme fortement menacé en Allemagne, menacé en Autriche et potentiellement menacé en Suisse, alors qu'en France il ne figure pas sur la liste rouge.

## Le chabot ne nage pas car il ne possède pas de vessie natatoire
- Linnaeus, 1758 : Systema naturae per regna tria naturae, secundum classes, ordines, genera, species, cum characteribus, differentiis, synonymis, locis, ed. 10 (texte intégral).

### EspèceCottus gobio
- (en) Catalogue of Life : Cottus gobio Linnaeus, 1758 (consulté le 15 décembre 2020)
- (en) Fauna Europaea : Cottus gobio Linnaeus, 1758 (consulté le 21 mars 2023)
- (en + fr) FishBase : espèce Cottus gobio Linnaeus, 1758 (+ traduction) (+ noms vernaculaires 1 & 2)
- (fr + en) ITIS : Cottus gobio Linnaeus, 1758
- (en) WoRMS : espèce Cottus gobio Linnaeus, 1758
- (en) Animal Diversity Web : Cottus gobio
- (en) NCBI : Cottus gobio (taxons inclus)
- (en) UICN : espèce Cottus gobio (consulté le 11 janvier 2021)
- (fr) DORIS : espèce Cottus gobio
- (fr) INPN : Cottus gobio Linnaeus, 1758 (TAXREF)

### Sous-espèces non valides
- (en) Catalogue of Life : Cottus gobio Linnaeus, 1758 où diverses sous-espèce sont considérées comme synonymes non valides.
- (en) WoRMS : espèce Cottus gobio gobio Linnaeus, 1758 Non valide